# Beraprost
Beraprost es un medicamento análogo sintético de prostaciclina administrada por vía oral para mejorar los síntomas hemodinámicos de la hipertensión pulmonar. Se ha estudiado para el uso preventivo de lesiones por reperfusión. Otros análogos de la prostaciclina son administrados por vía subcutánea (treprostinil) o vía inhalada (iloprost).

## Farmacología
Como análogo de la prostaciclina (PGI2), beraprost tiene efectos vasodilatadores, lo cual a su vez reduce la presión arterial. Beraprost también inhibe la agregación plaquetaria, aunque el rol que este fenómeno juega en relación con la hipertensión pulmonar no ha sido aún determinada.[cita requerida]

## Prostaciclina endovenosa
El uso de prostaciclina (epoprostenol) ha tenido éxitos en el alivio de los síntomas de hipertensión pulmonar. Debido a que la administración de prostaciclina requiere la instalación permanente de un catéter endovenoso, y los varios efectos colaterales y complicaciones, se ha vuelto de importancia la producción de análogos sintéticos de diferentes rutas de administración. Para el 2003, beraprost ha sido aprobada en Japón y Corea para el alivio de la HP.